# Los Barrios
Los Barrios – gmina w Hiszpanii, w prowincji Kadyks, w Andaluzji, o powierzchni 331,33 km². W 2011 roku gmina liczyła 23 141 mieszkańców.
W miejscowości jest stacja kolejowa Los Barrios.